# НДІ ядерної фізики імені Д. В. Скобєльцина МДУ
Науково-дослідний інститут ядерної фізики імені Д. В. Скобєльцина Московського державного університету імені М. В. Ломоносова (НДІЯФ МДУ) — один з найбільших науково-дослідних інститутів МДУ, який є базою підготовки студентів та аспірантів фізичного факультету МДУ за напрямами ядерної, атомної фізики, фізики космосу.
НДІЯФ МДУ є відомим у Росії і за кордоном науково-навчальним центром, інтегрованим в освітній процес МДУ. Ця інтеграція здійснюється завдяки зв'язку НДІЯФ МДУ з Відділенням ядерної фізики (ВЯФ) фізичного факультету МДУ. НДІЯФ МДУ і ВЯФ фізичного факультету МДУ, по суті, це єдиний науково-педагогічний колектив.
Директор інституту є одночасно і завідувачем ВЯФ фізфаку МДУ.

## Історія інституту
В кінці 1945 р. І. В. Курчатов і Д. В. Скобєльцин виступили з ініціативою організації навчально-наукового центру в МДУ для підготовки фахівців з ядерної фізики для робіт з радянського атомного проекту, в якому навчання повинне бути пов'язане з науковою роботою на власній сучасній науково-дослідній базі.
В 1946 р. в Московському університеті на виконання Спеціальної постанови Раднаркому СРСР було утворено Інститут фізики атомного ядра МДУ. До 1957 р. у відкритих документах він називався «Другий науково-дослідний фізичний інститут МГУ» (НДФІ-2 МДУ). У 1957 р. НДФІ-2 МДУ було перейменовано у Науково-дослідний інститут ядерної фізики МДУ.
У 1993 р. НДІЯФ МДУ було присвоєно ім'я його засновника академіка Д. В. Скобєльцина.
В даний час НДІЯФ МДУ є великим центром ядерно-фізичних досліджень та підготовки наукових кадрів. З близько 400 наукових співробітників 98 мають вчений ступінь доктора наук, 275 — кандидата наук, 46 докторів наук мають звання професора.

## Керівники НДІЯФ і ВЯФ
- академік АН СРСР Д. В. Скобєльцин (1946—1960)
- академік АН СРСР С. М. Вєрнов (1960—1982)
- професор І. Б. Теплов (1982—1991)
- професор М. І. Панасюк (з 1992 р.)

## Основні напрями діяльності інституту

### Ядерна фізика, взаємодія випромінювання з речовиною, дослідження наноструктур
Напрямки досліджень:

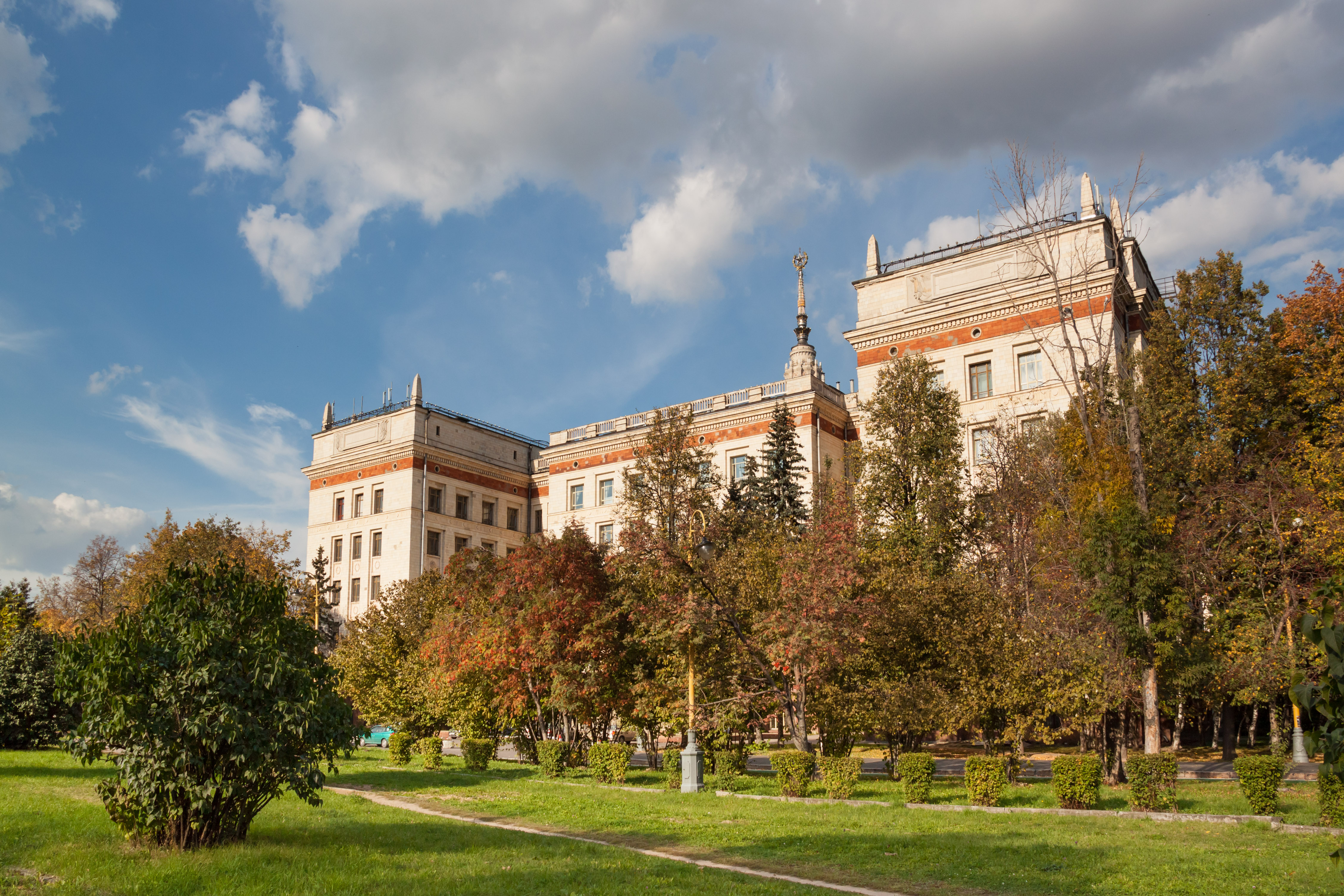

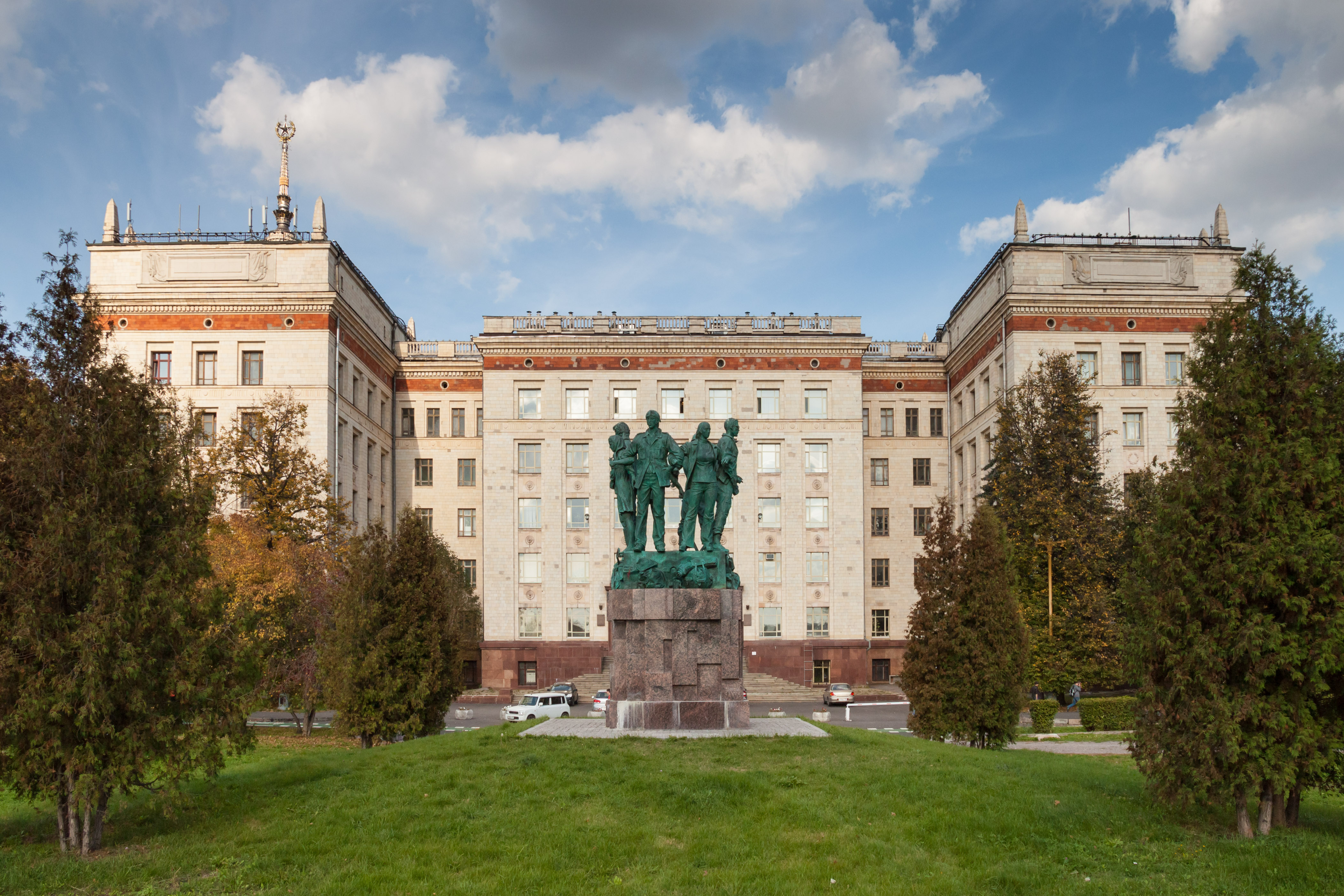

- Фундаментальні дослідження з фізики атомного ядра і ядерних реакцій за низьких і середніх енергій, класичної β-, γ-спектроскопії. Розвиток теорії атомного ядра.
- Розробка і створення електронних прискорювачів нового покоління.
- Використання пучків γ-квантів і заряджених частинок для дослідження матеріалів, зокрема наноструктурованих.
- Фундаментальні дослідження атомних і мезоатомних процесів.
- Розробка нових методів отримання радіофармацевтичних препаратів[ru].
- Дослідження взаємодій синхротронного, лазерного та радіочастотного випромінювань з речовиною, процесів у наноструктурах.
- Створення баз і банків ядерних даних. Розвиток нових інформаційних технологій в галузі даних з фізики ядра і ядерних реакцій.

НДІЯФ МДУ володіє сучасною експериментальною базою. Прискорювальний комплекс включає прискорювачі іонів і електронів до декількох десятків Мев. Ці прискорювачі використовуються для проведення фундаментальних досліджень і прикладних робіт з ядерної та атомної фізики.
НДІЯФ є єдиною організацією на пострадянському просторі, яка володіє широким набором методик іонно-пучкового аналізу, включно з методикою спектрометрії йонів середніх енергій для досліджень багатошарових систем наноелектроніки, методикою іонної імплантації та модифікації властивостей перспективних матеріалів.
В інституті є комплекс сучасного технологічного, діагностичного та вимірювального обладнання, що дозволяє виготовляти твердотілі і молекулярні наноструктури та пристрої на їх основі, а також досліджувати процеси, що в них протікають.
Розробляються компактні прискорювачі електронів для радіаційних технологій на енергію 1 Мев і потужність пучка 25 кВт для променевої терапії на енергію 12 Мев. У 2010 р. здійснено фізичний пуск розрізного мікротрона на енергію 55 Мев.
У Центрі даних фотоядерних експериментів інституту — учасника мережі Центрів ядерних даних МАГАТЕ на основі сучасних технологій створено реляційні бази ядерних даних, що містять інформацію про всі відомі стабільні і радіоактивні атомні ядра, а також ядерні реакції під дією фотонів, нейтронів, заряджених частинок і важких йонів. Ці бази даних є функціональною частиною аналогічної системи світових баз даних.

### Астрофізика космічних променів і космічна фізика
- Дослідження галактичних і екстрагалактичних космічних променів надвисоких енергій
- Нейтринна астрофізика
- Дослідження випромінювань від рентгенівських і гамма джерел у космосі
- Дослідження динамічних процесів на Сонці і в геліосфері
- Дослідження радіаційного середовища і плазмових процесів у навколоземному космічному просторі
- Дослідження взаємодій космічних апаратів з навколишнім середовищем
- Створення теоретичних моделей електромагнітних процесів у космічному просторі

Для вивчення фізичних явищ у міжпланетному середовищі і навколоземному космічному просторі з початку космічної ери в інституті було розроблено, виготовлено і встановлені на 265 космічних апаратах дослідницькі прилади, аналіз інформації з яких дозволив глибше пізнати процеси в космосі[джерело?]. В даний час МДУ є єдиним університетом, який систематично запускає власні науково-освітні супутники. У створенні дослідницької апаратури для цих супутників НДІЯФ відіграє провідну роль.
Інститутом спільно з інститутами РАН, Росатому та іншими науковими центрами Росії введено в дію великомасштабну установка «Тунка-133» під Іркутськом для дослідження космічних променів.
Створюється[коли?] Науково-виробничий Центр наукового приладобудування МДУ на базі НДІЯФ. Він орієнтований на вирішення завдань зі створення оригінальних приладів, зокрема для космічних досліджень.
У НДІЯФ МДУ створено унікальну, повністю автоматизовану систему зберігання даних, одержуваних у ході наукових експериментів на космічних апаратах. У Центрі даних космічного моніторингу НДІЯФ МДУ ведеться обробка і запис інформації в бази даних в режимі реального часу. Інтернет-портал Центру даних забезпечує доступ до даних вимірювань космічної радіації, поточних і історичних, отриманих протягом останніх 20 років у ході космічних експериментів НДІЯФ МДУ. Єдине інформаційне середовище дозволяє отримувати з бази даних результати вимірювань і подавати їх у вигляді таблиць і графіків. Спільно з моделями космічного середовища, розробленими в НДІЯФ МДУ, бази даних космічних експериментів утворюють єдину систему космічного моніторингу для зберігання, обробки, наукового аналізу і відображення космофізичних даних та освітніх програм.
З метою реалізації Постанови Уряду РФ щодо залучення провідних вчених в російські вузи в НДІЯФ МДУ в 2011 р. Джорджем Смутом створено лабораторію екстремального Всесвіту.

### Фізика високих енергій
- Дослідження глибоко непружних ep-взаємодій на прискорювачі HERA (Гамбург, Німеччина).
- Дослідження парного і одиничного народження топ-кварка і деяких інших процесів на колайдері Теватрон в експерименті D0 (FNAL, США).
- Підготовка до досліджень на Великому адронному колайдері LHC в ЦЕРН. Участь в експериментах CMS, ATLAS, LHCb.
- Дослідження протон-ядерних і ядро-ядерних взаємодій на установці СВД-2 (ІФВЕ, Протвино[ru]). Зокрема, дослідження біляпорогового утворення зачарованих частинок і пошук екзотичних баріонів.
- Дослідження ядро-ядерних взаємодій в експерименті CBM (Дармштадт, Німеччина).
- Розробка теоретичних моделей фундаментальних взаємодій на основі теорії струн, суперсиметричних теорій і теорій у просторі з додатковими вимірами.
- Розробка нових автоматизованих методів розрахунків характеристик процесів та моделювання очікуваних подій в умовах реального експерименту.
- Розробка технології масового виробництва кремнієвих напівпровідникових сенсорів і створення на їх основі детекторів для фізики високих енергій.

Інститут веде роботи зі створення нейтринного телескопа на оз. Байкал, детекторів частинок для експериментів на прискорювачах в найбільших наукових центрах Росії (Інституті фізики високих енергій, Об'єднаному інституті ядерних досліджень (ОІЯД) та Інституті теоретичної та експериментальної фізики (ІТЕФ), а також на найбільших прискорювачах в закордонних наукових центрах США, ФРН та Швейцарії. Дослідження ведуться як на власній методичній базі, так і на великих російських і міжнародних експериментальних установках. Співробітники інституту беруть активну участь у роботі колаборацій ZEUS  (DESY, Гамбург, Німеччина), D0  (Fermilab, Чикаго, США), CMS, ATLAS, LHCb, (CERN, Женева, Швейцарія), нейтринних експериментах OPERA і ANTARES, СВД (ІФВЕ), СМС-МДУ (ОІЯД).
У НДІЯФ МДУ створено пакет CompHEP — пакунок програм, що дозволяє автоматично проводити обчислення діаграм Фейнмана, що описують процеси взаємодії елементарних частинок при високих енергіях. З використанням цього пакету було виконано унікальні розрахунки, які лягли в основу моделювання ряду конкретних експериментів на колайдерах Tevatron (FNAL), LEP (CERN), HERA (DESY), LHC (CERN), і широко використовуються в розробці програм фізичних досліджень на майбутніх лінійних електрон-позитронних та інших колайдерах. НДІЯФ МДУ бере участь у трьох великомасштабних експериментах на Великому адронному колайдері. У 2010 р. на ньому почалися набір та обробка фізичних даних, отриманих при рекордних параметрах пучків, що стикаються. Найцікавішими результатами аналізу даних експериментів очікуються[коли?] підтвердження основних положень Стандартної моделі, включаючи існування бозона Хіггса, виявлення нових закономірностей мікросвіту за межами Стандартної моделі, отримання додаткових знань про походження і еволюцію Всесвіту.

### Розвиток інформаційних технологій
В інституті створені:
- Сучасна локальна комп'ютерна мережа з базовими каналами зв'язку між підрозділами та науковими групами пропускною здатністю 100 Мбіт/с, в окремих випадках організовано канали зв'язку 1 Гбіт/с і вище;
- Вузол високошвидкісного телекомунікаційного зв'язку з виходом на всі російські науково-освітні мережі та світові комп'ютерні мережі з пропускною здатністю на рівні декількох Гбіт/с;
- Центр оперативного і сервісного обслуговування Російської ґрід-системи РДИГ, що є національним сегментом глобальної ґрід-інфраструктури LCC/EGEE[en], яка здійснює комп'ютерне забезпечення понад 200 міжнародних наукових проектів, найважливішим з яких є Великий адронний колайдер (ЦЕРН);
- Пілотний полігон грід-системи Національної нанотехнологічної мережі (ГридННС)[4], в якому беруть участь ряд наукових організацій, що ведуть інноваційні розробки в нанотехнологічній галузі (МДУ, НДЦ «Курчатовський інститут», ОІЯД, ПІЯФ РАН та ін.);
- Центр даних космічного моніторингу;
- Центр даних фотоядерних експериментів, що підтримує реляційні бази ядерних даних, які функціюють в Інтернеті;
- Бази даних, що характеризують результати наукової та навчальної діяльності НДІЯФ і ВЯФ;

У 2014 році був запущений створений НДІЯФ МДУ космічний супутник «МКА-ФКІ (ПН2)», згодом перейменований у «Вєрнов».

### Навчальна діяльність
Навчальні лабораторії НДІЯФ являють собою унікальні науково-освітні комплекси, що включають в себе десятки реальних експериментальних установок, оснащених сучасними електронними та комп'ютерними засобами обробки і відображення інформації. Експериментальне та методичне забезпечення практикумів є результатом спільної роботи колективів навчальних лабораторій кафедр Відділення ядерної фізики фізичного факультету та відділів НДІЯФ.
В даний час[коли?] практикуми НДІЯФ включають близько 100 експериментальних установок, більшість з яких комп'ютеризовано і включено в локальну обчислювально-інформаційну мережу. На відміну від фізичних практикумів більшості російських університетів, у практикумах НДІЯФ студенти працюють з реальними об'єктами ядерно-фізичних досліджень (спектральними та радіоактивними джерелами, лазерами різних типів), а також мають можливість виконувати лабораторні роботи на прискорювачах НДІЯФ.

## Досягнення НДІЯФ
За роботи, виконані у НДІЯФ МДУ, 135 науковим працівникам присвоєно вчений ступінь доктора наук, а понад 990 співробітникам, викладачам ОЯФ і аспірантам присуджено вчений ступінь кандидата наук. Співробітники інституту удостоєні 90 урядових нагород. Вченими інституту зроблено 12 зареєстрованих відкриттів, опубліковано 225 монографій, 350 підручників і навчальних посібників, 150 науково-популярних та інформаційних видань. Інститут видає список публікацій співробітників НДІЯФ, в який щорічно входить приблизно 1150 найменувань наукової продукції. У це число щорічно включається близько 500 статей, опублікованих в російських і міжнародних журналах, що мають високий імпакт-фактор і входять у перелік ВАК. Співробітники інституту удостоєні 3-х Ленінських, 12-ти Державних премій СРСР, 2-х Державних премій УРСР, 2-х премій Ради Міністрів СРСР, 3-х премій Уряду РФ, 3-х премій Ленінського комсомолу, 18-ти Ломоносовських премій, 2-х Шуваловських премій.
За роки існування НДІЯФ і ВЯФ на їхній базі підготовлено понад 5700 фахівців, з яких понад 1500 захистили кандидатські і понад 500 — докторські дисертації. Випускники ВЯФ зробили значний внесок у створення «ядерного щита» Росії, всебічний розвиток фундаментальних досліджень в галузі ядерної фізики, фізики Космосу, фізики високих енергій, атомної фізики, нанофізики, квантової електроніки. Серед випускників ВЯФ — 21 академік і 21 член-кореспондент АН СРСР і РАН.

## Загальні відомості про НДІЯФ і ОЯФ
Наукова тематика НДІЯФ МДУ входить у число пріоритетних напрямків програми розвитку МДУ до 2020 року . Наукові дослідження проводяться в таких відділах НДІЯФ:
- Космофізичних досліджень
- Космічних випромінювань
- Частинок надвисоких енергій
- Теоретичної та прикладної космофізики
- Експериментальної фізики високих енергій
- Теоретичної фізики високих енергій
- Випромінень та обчислювальних методів
- Ядерних і космічних досліджень
- Фізики атомного ядра
- Ядерних реакцій
- Ядерно-спектроскопічних методів
- Електромагнітних процесів і взаємодії атомних ядер
- Фізичних проблем квантової електроніки
- Мікроелектроніки
- Науково-технічної інформації
- Оперативного космічного моніторингу
- Ядерних досліджень

НДІЯФ МДУ є головним виконавцем декількох науково-дослідних і дослідно-конструкторських робіт, виконуваних у рамках Федеральної космічної програми, основних програм Федерального агентства з науки та інновацій і Роспрому.
Підтримуються широкі міжнародні зв'язки, здійснювані в рамках 51 довгострокових наукових угод у 27 країнах світу[коли?]. НДІЯФ МДУ — один з основних учасників реалізації Угоди про співробітництво між Урядом РФ і Європейським центром ядерних досліджень  (ЦЕРН). У числі інших міжнародних наукових центрів та національних лабораторій: NASA (США), МАГАТЕ, ISTC, DESY (Німеччина), FNAL (США), CNRS (Франція), IMEC (Бельгія), INFN (Італія), LAPP (Франція), TRIUMF (Канада),Інститут Макса Планка (Німеччина), Національна лабораторія з фізики високих енергій (КЕК, Японія) і багато інших.
У НДІЯФ МДУ функціонують дві ради ВАК: рада Д 501.001.77 з захисту докторських і кандидатських дисертацій при Московському державному університеті імені М. в. Ломоносова за спеціальностями — 01.04.16 — фізика атомного ядра і елементарних частинок (фізико-математичні науки), 01.04.20 — фізика пучків заряджених частинок і прискорювальна техніка (фізико-математичні науки), 01.04.23 — фізика високих енергій (фізико-математичні науки); рада Д 501.001.45 з захисту докторських і кандидатських дисертацій при Московському державному університеті імені М. В. Ломоносова — 01.04.05 — оптика (фізико-математичні науки), 01.04.08 — фізика плазми (фізико-математичні науки).